# 히라노 나가야스
히라노 나가야스(일본어: 平野長泰 ひらの ながやす[*], 에이로쿠 2년(1559년) ~ 간에이 5년 음력 5월 7일(1628년 6월 8일))는 아즈치모모야마 시대부터 에도 시대 전기 까지의 무장이다. 오와리 쓰시마 출신.

## 출신
히라노씨는 간무 헤이시(桓武平氏) 직방류(直方流)를 칭한 가마쿠라 막부의 집권 호조씨·고호조씨 서류 요코이씨보다 더 분가한 것으로 알려졌다. 오와리국 가이토군 쓰시마섬에 사는 주민이 되며 나카지마군 히라노무라를 영위한 것으로부터 촌명을 성으로 했다.
단 쵸타이의 아버지 히라노 쵸지(平野長治)는 원래는 후나바시 우쿄진(船橋右京進)이라 이름하고 쵸타이의 외할아버지 히라노 만큐이리미치(平野萬久入道)의 데릴사위가 된 인물로 쵸타이는 부계로서의 호조씨의 혈통이 아니다.

## 생애
에이로쿠 2년(1559년) 나가야스는 히라노 나가하루의 셋째 아들로 탄생했다. 통칭을 곤페이(権平), 휘는 처음에는 나가카쓰(長勝)이라고 했다.
덴쇼 7년(1579년), 가인이었던 아버지와 같이, 젊어서부터 하시바 히데요시를 섬겼다. 덴쇼 10년(1582년)의 혼노지의 변 이 후, 히데요시와 시바타 가쓰이에가 대립해, 덴쇼 11년(1583년)에 시즈가타케 전투에서 결전을 벌였을 때에, 후쿠시마 마사노리, 가타기리 가쓰모토등과 함께 각별한 기능을 실시해 제일 창의 교명을 나타냈다고 상받았으며, 그들은 「시즈가타케의 칠본창」이라고 칭송받았다. 나가야스는 이 공적으로 가와치국에서 3천 석의 지행을 받았다.
덴쇼 12년(1584년)의 고마키·나가쿠테 전투에서, 4월 9일에 나가쿠테에서 하시바 히데쓰구가 패주했을 때에 그러나 나가야스는 적에게 돌진해 수급을 올려 5월 1일의 이중 해자 전투에서도 분투했다. 분로쿠 4년(1595년) 8월에 2천 석이 추가되어 야마토 10개 시군 다하라모토 인근 7개 촌에서 총 5천 석의 지행을 받았다. 게이초 3년(1597년) 3월 15일 종5위 시모토노에 모리(下遠江守)에 서임되고 동시에 도요토미 성(豊臣姓)을 하사받았다.
게이초 5년(1600년), 도쿠가와 이에야스의 아이즈 정벌에 종군해, 그대로 세키가하라 전투에서는 동군에 속했다. 도쿠가와 히데타다를 따라 나카센도대에 합류했지만 히데타다대는 세키가하라 본선에는 늦었기 때문에 나가야스도 눈에 띄는 공을 세우지 못했다. 이후에도 히데타다를 따라 게이초 17년(1612년)에 니조성의 궁궐 건축에 참가하여 공을 세웠다.
게이초 20년(1615년)의 오사카 전투에서는 구온(旧恩)에 보답하기 위해 도요토미 가타에 합류하려고 분주하여 이에야스에게 직소하였으나 허락되지 않고 에도 유수거역을 명령받았다. 이후 에도 막부의 대신 깃발로서 히데타다의 안자이슈 중 한 명으로 3대 쇼군 이에미쓰의 대까지 장수했다. 간에이 5년(1628년), 향년 70세로 사망한다.
자손은 대신기본으로서 교대 모임이 되어, 에도성에서의 자리도 야나기마즈메로 다이묘에 준했다.아들 장승 대에 장태의 혈통은 끊기고 도쿠가와 이에쓰나의 명으로 가강 생모인 이복동생 장정이 양자로 들어갔다. 그 후로도 양자를 맞이하면서 하타모토 평야가는 9대에 이어 영지 이전 없이 메이지까지 존속하였고, 메이지 신정부의 다카나오에 의해 다이묘가 되어 다치번시 다하라 본번의 번주 가문이 되었다.